# Allium armenum
Allium armenum — вид трав'янистих рослин родини амарилісові (Amaryllidaceae), ендемік східної Туреччини.

## Опис
Цибулина яйцеподібна, діаметром 0.8–1 см; зовнішні оболонки сіруваті або чорні, перетинчасті. Стебло струнке, 8–21 см, гнучкі. Листків 1–3, 1 мм завширшки, смугасті, майже такі ж, як стебло або довше. Зонтик ≈кулястий 1.2–3 см діаметром, малоквітковий, розлогий. Квітконіжки 0.7–1 см, майже рівні, ниткоподібні, фіолетові. Оцвітина кулясто-дзвонова; сегменти фіолетові, лілові, лілово-рожеві, бузково-рожеві або глибокі бузкові, коротко еліптичні, 3–4 мм, тупі. Пиляки зазвичай фіолетові. Коробочки ≈ 3 мм, кулясто-стиснута.

## Поширення
Ендемік східної Туреччини.